# Ґурдвара

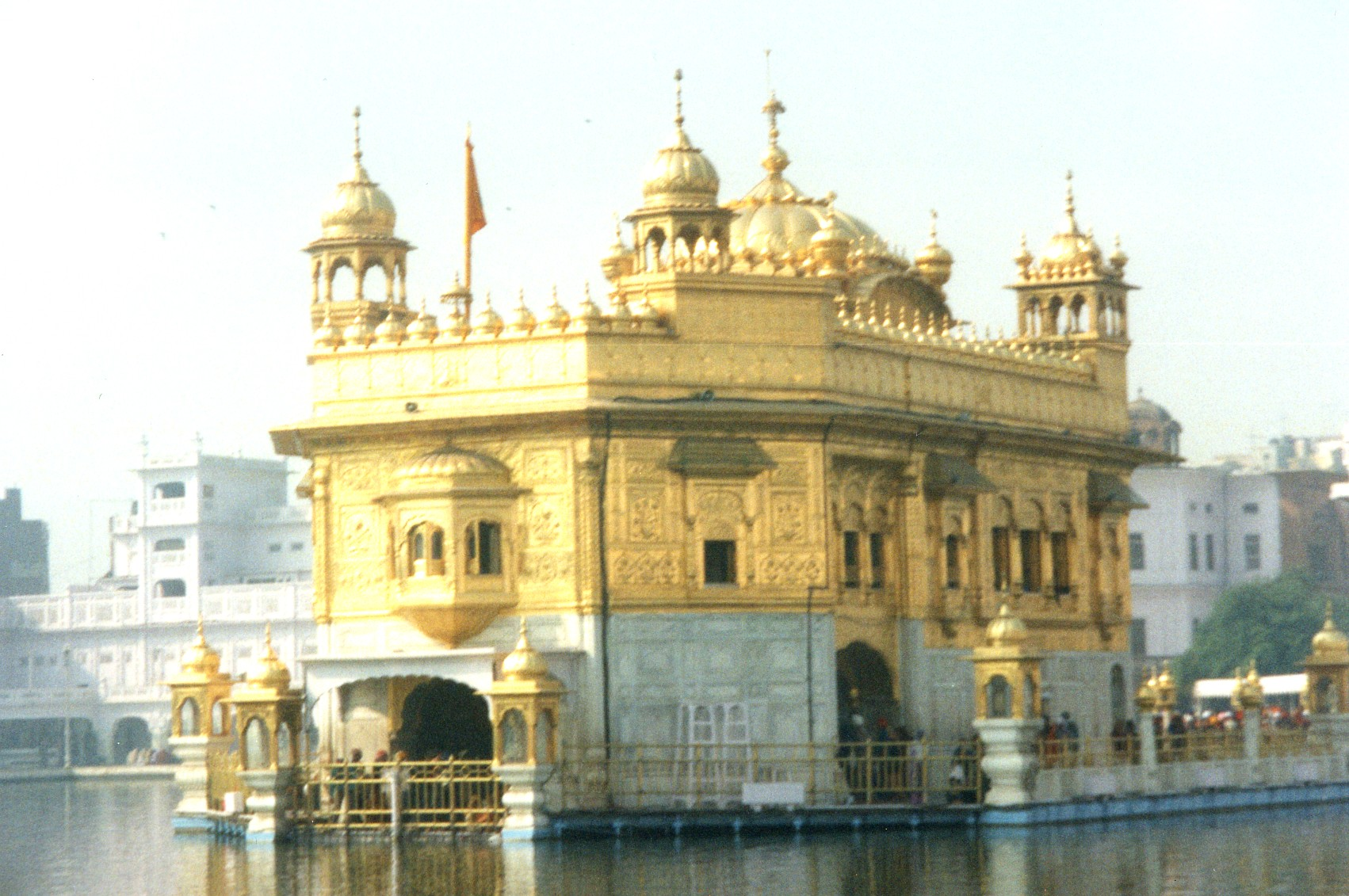
Золотий храм в Амритсарі

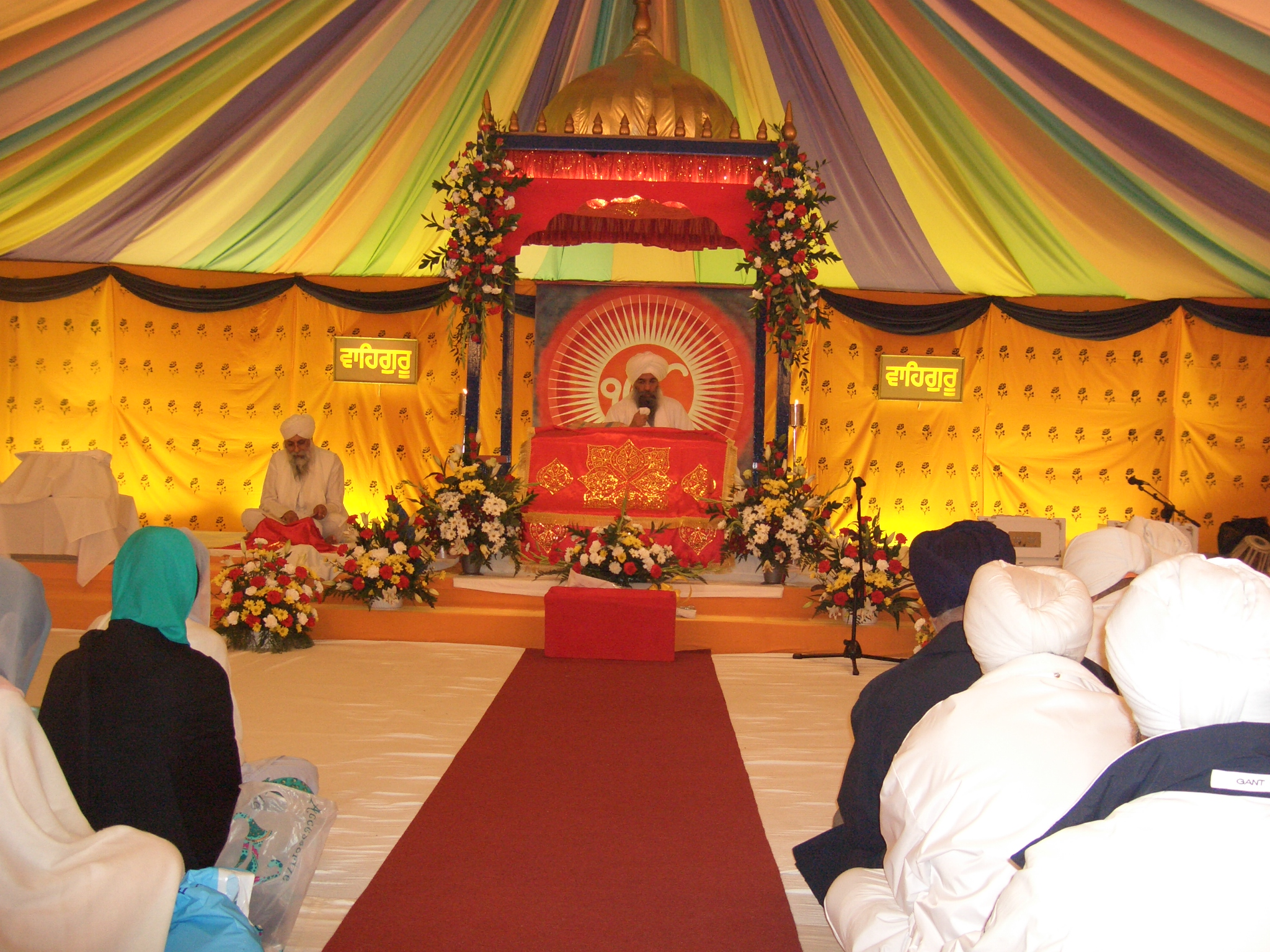
Дарбар-сахіб

Ґурдвара (пенджабі: ਗੁਰਦੁਆਰਾ, gurduārā або ਗੁਰਦਵਾਰਾ, gurdwārā, двері до ґуру) — місце служіння сикхів, а також притулок, де можуть знайти перепочинок та їжу мандрівники й паломники. Ґурдвари називають також сикхськими храмами. Найвідомішою із ґурдвар є Хармандир-Сахіб в Амритсарі.

## Відвідини ґурдвари
В ґурдвару впускають людей будь-яких релігійних переконань, однак відвідувач зобов'язаний роззутися, помити руки і пов'язати на голову хусточку румал, перш ніж увійти до головної зали дарбар-сахіб. Заборонено входити п'яним, приносити з собою алкоголь, сигарети чи будь-які дурманні засоби. Можна мати при собі гроші, щоб, помолившись, подарувати певну суму на утримання ґурдвари.

## Звичаї та етикет
Відвідувачі сидять на підлозі, схрестивши ноги. Входячи до зали, треба повільно й шанобливо підійти до головного трону, на якому лежить священна книга Ґуруґрантх-сахіб. Перед святим писанням треба мовчки помолитися й шанобливо вклонитися йому. Ці манери, хоча й здаються ритуалами, насправді добре збережені пенджабські звичаї шани до старших за віком чи становищем і до релігійних осіб.